# Derbysko
En derbysko (nogle gange omtalt som Gibson) er en type herresko, der er karakteriseret ved at sidedelene, altså der, hvor snørehullerne til snørebånd sidder, er syet fast på overlæderet. Det kaldes også en "åben snøre". Overlæderet går således direkte over i pløsen og er ét stykke.
Denne konstruktion kaldes åben snøre, i modsætning til lukket snøre, som findes på oxfordsko. På amerikansk engelsk bliver derbysko af og til refereret til som Bluchersko.
Derbysko er mindre formelle end både oxfordsko og monksko. De bæres ofte sammen med sportsjakke, og går ikke godt sammen med et mørkt jakkesæt.
I moderne dagligdags engelsk, kan Derby sko blive omtalt som "bucks", når overdelen er fremstillet i bukkeskind.
Derbysko blev populære til sport og jagt i 1850'erne. Omkring århundredeskiftet var accepteret at bruge dem inde i byerne.